# Union Army Balloon Corps
Pendant la guerre de Sécession, l'Union Army Balloon Corps est une branche de l'Armée de l'Union, créée grâce à Thaddeus S. C. Lowe. Le Corps est organisé comme une opération civile, qui emploie un groupe d'aéronautes et sept aérostats spécialement construits pour les besoins de l'Union en matière de reconnaissance aérienne.
Thaddeus Lowe est un aéronaute vétéran qui, parmi d'autres dans le pays, travaille alors sur une tentative de traversée de l'océan Atlantique en ballon. Son projet est interrompu par le déclenchement de la guerre, qui éclate juste une semaine avant l'un de ses vols d'essai les plus importants. Il offre ensuite son expérience de la navigation aérienne à l'armée, pour utiliser le ciel à des fins de reconnaissance, en employant des Charlières. Lowe rencontre le président Abraham Lincoln le 11 juillet 1861 et propose une démonstration avec son propre ballon, l’Enterprise, sur la pelouse de la Maison-Blanche. À une altitude de 150 mètres, il télégraphie un message au sol décrivant le panorama de Washington qui s'offre à lui. Il est ensuite nommé aéronaute en chef de l’Union Army Balloon Corps, nouvellement créé.
Le Balloon Corps et son équipe d'experts en aéronautique participent aux affrontements de Yorktown, Seven Pines, Antietam, Fredericksburg et à d'autres batailles majeures le long du Potomac et de la Péninsule de Virginie. Le Balloon Corps sert l'armée de l'Union d'octobre 1861 jusqu'à l'été 1863, où il est démantelé, à la suite de la démission de Lowe.

## Genèse du projet

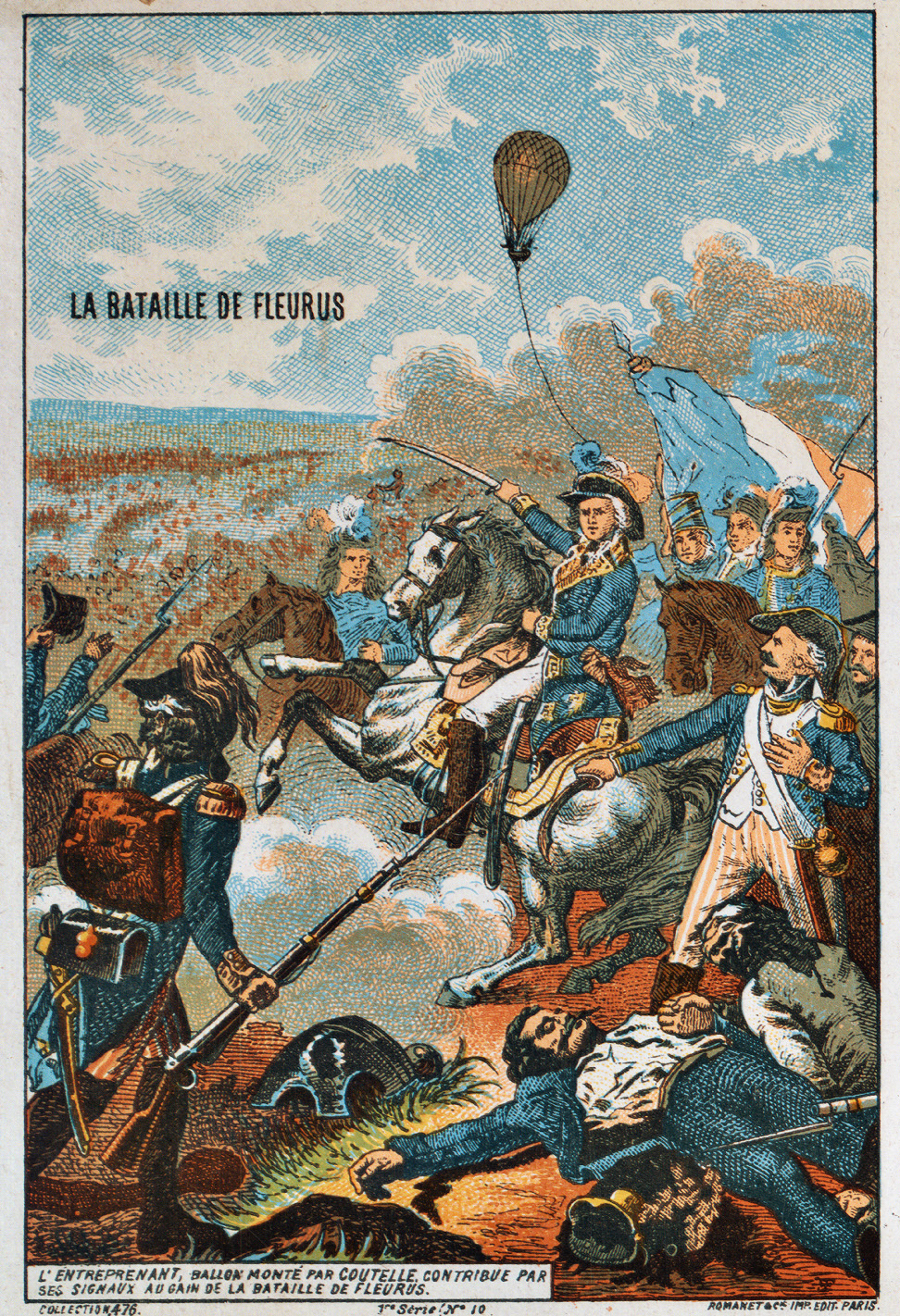
L'Entreprenant à la bataille de Fleurus en 1794.

La première utilisation de ballons comme engins de guerre a lieu lors de la bataille de Fleurus en 1794 : les aérostats permettent aux Français d'observer les mouvements ennemis. Pourtant, l'expérience n'est pas poursuivie par Napoléon. En 1849, les Autrichiens, lors du siège de Venise, utilisent des montgolfières pour lâcher des bombes sur la ville.
Le président américain Abraham Lincoln, quant à lui, s'y intéresse à des fins de reconnaissance. Cela mène à la rédaction d'une note aux départements de la Guerre et du Trésor mentionnant la nécessité de créer une sorte d'unité aérienne de ballons, dirigée par un « aéronaute en chef » (Chief Aeronaut). Un certain nombre d'aéronautes américains réputés se rendent alors à Washington, en vue d'obtenir le poste. Cependant, aucune précision n'est donnée quant à la création de cette section, et le statut civil ou militaire qu'elle doit revêtir. Il n'y a pas non plus de procédure prédéfinie pour sélectionner le chef aéronaute, mais au contraire le choix est laissé à chacun de décider comment attirer l'attention du gouvernement ou des autorités militaires sur sa personne. Sur le terrain, l'utilisation des ballons est laissée à la discrétion des officiers de haut rang, qui opèrent de manière empirique, apprenant au fur et à mesure de leurs erreurs et grâce aux conseils des experts aéronautes. Finalement, sur l'ensemble des postulants, seuls deux seront retenus pour effectuer les reconnaissances aériennes : le professeur Thaddeus Lowe et John LaMountain.

### Thaddeus Lowe

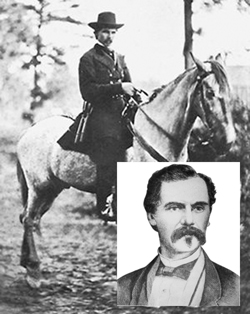
Thaddeus Lowe, chef aéronaute du Balloon Corps.

Le professeur Thaddeus Lowe fait partie des aéronautes américains qui briguent le poste de chef aéronaute de l'armée de l'Union. Parmi les autres postulants, on trouve le professeur John Wise, le professeur John LaMountain et les frères Ezra et James Allen. Tous sont très qualifiés, mais Lowe sort du lot, grâce à son projet presque abouti de traversée de l'Atlantique en ballon. Son passé scientifique lui vaut d'être tenu en haute estime par ses collègues de l'époque, dont le professeur Joseph Henry de la Smithsonian Institution, qui devient son plus grand soutien,.
Sur les recommandations de Henry et d'autres, Lowe est contacté par le Secrétaire du Trésor Salmon Chase, qui l'invite à Washington pour une entrevue avec le Secrétaire à la Guerre Simon Cameron et le Président Lincoln. Le 11 juin 1861, Lowe est reçu par Lincoln et on lui propose de faire une démonstration de son engin. Le samedi 16 juin, Lowe est à bord de son ballon, l'Enterprise, et monte à 150 mètres au-dessus de la Columbian Armory, avec un équipement de télégraphie et un câble relié à la Maison-Blanche. De là-haut, il transmet le message suivant : 

« Ballon Enterprise
Washington, D. C. Le 16 juin 1861
Au Président des États-Unis : 
Ce point d'observation englobe une zone d'environ 50 miles de diamètre. La ville entourée de campements offre une vue superbe. J'ai le plaisir de vous envoyer le premier message jamais télégraphié depuis une station aérienne en reconnaissance de vos encouragements quant à l'opportunité de démontrer l'utilité de l'aéronautique pour le pays.
 T. S. C. Lowe »

Pour sa première mission, Lowe est affecté au Corps du génie, qui se nomme alors le Corps of Topographical Engineers, où son ballon est utilisé pour la création de cartes. Il travaille ensuite avec le major-général Irvin McDowell qui l'accompagne durant ses vols ; ensemble, ils observent le champ de bataille de Bull Run. McDowell est impressionné par Lowe et son ballon et ses félicitations reviennent aux oreilles du président Lincoln qui recommande personnellement Lowe à Winfield Scott, alors Commanding General of the United States Army : « Général, voici mon ami le professeur Lowe qui organise actuellement un corps aéronautique qui est son idée. Je souhaite que vous facilitiez son entreprise de toutes les manières possibles. » Cette recommandation a évidemment un impact important sur la nomination de Lowe en tant qu'aéronaute en chef,. Les détails de l'établissement du corps et de son fonctionnement sont laissés à l'initiative de Lowe. Pendant toute son existence, le quiproquo sur la nature civile ou non du Balloon Corps persiste et ni Lowe ni aucun de ses hommes n'obtiennent de commission militaire.

### John Wise

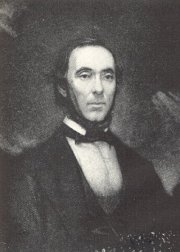
Portrait de John Wise

John Wise, un des pionniers américains du vol en ballon, naît en 1808. Bien qu'il fasse d'importantes contributions à la science naissante de l'aéronautique, il est plus un homme de spectacle qu'un aérostier. Ses tentatives de vol libre, en préparation d'une traversée transatlantique, sont peu fructueuses et il ne reçoit pas le même soutien financier, ni ne possède une crédibilité comparable à celle de Lowe.
Wise est cependant suffisamment pris au sérieux par les services topographiques de l'armée pour qu'ils lui demandent de leur construire un ballon. Il le fait gonfler à Washington et part pour le champ de bataille. Pendant le trajet, le ballon se prend dans des arbres et est définitivement endommagé. Wise perd donc le marché et Lowe est alors prêt à s'en saisir. L'historienne Mary Hoehling précise cependant que le capitaine Whipple des Topographical Engineers dit à Lowe que Wise est prêt à mettre à disposition son propre ballon, l’Atlantic. D'autres auteurs mentionnent que John LaMountain est devenu propriétaire de l’Atlantic après un accident lors d'un vol qu'il fit avec Wise en 1859. Lowe lui-même écrit que le capitaine Whipple lui a indiqué qu'ils avaient commandé à Wise un nouveau ballon. Il propose également à Lowe de piloter ce ballon, mais ce dernier refuse énergiquement de voler sur les aérostats à l'ancienne mode de Wise.
Les ingénieurs patientent jusqu'en juillet, attendant des nouvelles de Wise. Le 19 juillet 1861, le général McDowell réclame un ballon pour le front à Bull Run. Comme il est impossible de joindre Wise, Whipple envoie Lowe gonfler son appareil et partir pour Falls Church. Mary Hoehling indique qu'alors que Lowe est en train de gonfler son ballon, John Wise arrive avec l’Atlantic et lui demande d'arrêter et de le laisser gonfler le sien en lui présentant des papiers officiels l'autorisant à le faire. D'autres documents historiques indiquent que l’Atlantic se trouvait à Fort Monroe avec John LaMountain. Lowe décrit quant à lui l'incident dans son rapport officiel au Secrétaire à la Guerre de manière moins dramatique, disant que le directeur de l'usine à gaz lui a demandé d'interrompre le gonflage de son ballon afin d'en remplir un autre en premier. Lowe ne donne pas de nom, mais on ne peut imaginer qu'il s'agisse de quelqu'un d'autre que de Wise.

### John LaMountain
John LaMountain, né en 1830, a acquis une certaine réputation dans le domaine de l'aéronautique. Il se joint à Wise pour une tentative de traversée transatlantique. Celle-ci échoue lamentablement, leur ballon (l’Atlantic) s'écrase, ce qui met fin à leur association. LaMountain conserve cependant leur ballon.
Les tentatives et réussites de LaMountain sont mineures. Cependant il attire l'attention du général Benjamin Butler à Fort Monroe. LaMountain opère, pendant un temps, avec son Atlantic tout cabossé, à Fort Monroe et est crédité de la première observation aérienne en temps de guerre. Il obtient un nouvel aéronef, le Saratoga, qui est bientôt perdu lors d'une tempête. LaMountain défend l'idée du vol libre pour les ballons de reconnaissance, alors que Lowe utilise des ballons captifs, que le personnel au sol peut toujours ramener à lui en cas de besoin.
Wise et LaMountain sont des détracteurs de longue date de Lowe, mais LaMountain poursuit une campagne au vitriole contre Lowe pour le discréditer et reprendre son poste de chef aéronaute. Il utilise la pression de l'opinion publique pour vilipender Lowe. Lorsque le général Butler est remplacé à Fort Monroe, LaMountain est assigné au Balloon Corps sous les ordres de Lowe. LaMountain continue cependant à critiquer publiquement son chef et à fomenter un mauvais état d'esprit au sein du Corps. Lowe rédige une plainte formelle adressée au général George B. McClellan et, en février 1862, LaMountain est licencié.

#### Ballons captifs et vol libre
Un ballon peut opérer de deux manières : en mode captif ou en vol libre. Le vol libre permet au pilote de se déplacer librement en fonction de son altitude et du vent, aussi longtemps que son engin reste plus léger que l'air et qu'il conserve la possibilité de modifier son altitude. En mode captif, le ballon reste retenu au sol par un ou plusieurs câbles dont une équipe est chargée afin de régler son altitude, son déplacement et son atterrissage. Ce mode permet également d'installer un fil télégraphique entre l'aérostat et le sol. Les informations collectées par l'observateur peuvent être ainsi rapidement transmises au sol. On utilise à cette époque plusieurs moyens de communication : le télégraphe lorsque le ballon opère à haute altitude ; des signaux par fanions et même parfois un simple porte-voix lorsqu'il se trouve à basse altitude. De nuit, on préfère le télégraphe et les signaux lumineux.
LaMountain et Lowe se sont longtemps affrontés sur le thème : ballons captifs et vol libre. Lors des premières démonstrations de Lowe à Bull Run, il part en vol libre et se retrouve au-dessus des campements de l'Union dont les hommes peinent à l'identifier. En tant que civil, il ne porte aucun uniforme, ni insigne. Lors de chaque descente, il prend le risque que l'on ouvre le feu sur lui. Pendant l'un de ces vols, il se retrouve contraint de descendre derrière les lignes ennemies et doit attendre qu'on puisse venir le secourir pendant la nuit (inaugure de ce fait la première mission de recherche et sauvetage de combat : CSAR ! ). Après cet incident, il ne travaille plus qu'en mode captif, ce qui permet à son équipe au sol de le ramener à chaque fois en toute sécurité ainsi que la pose d'un fil télégraphique le long du câble d'amarrage.
LaMountain, alors qu'il se trouve à Fort Monroe, ne pratique que le vol libre. Lorsqu'il rejoint le Balloon Corps, il revendique de faire ses reconnaissances comme il en a pris l'habitude. Lowe cependant le lui interdit. Finalement les deux hommes se mettent d'accord pour que LaMountain fasse une démonstration de vol libre. Cette reconnaissance est un succès, LaMountain démontre sa capacité à se déplacer comme il le désire. Cependant, lors du retour, il est pris à partie par les troupes de l'Union qui n'ont pas pu l'identifier. LaMountain est même traité rudement par les soldats jusqu'à ce que son identité soit clairement établie.
Lowe considère cet incident comme un argument contre le vol libre. LaMountain insiste sur le fait que la reconnaissance est un succès, malgré le retour chaotique. Cette expérience n'éteint pas le conflit entre les deux hommes et la position de Lowe ne prévaut que grâce à son titre de chef aéronaute.

## Construction des ballons
Lowe pense que les ballons à usage militaire doivent être mieux construits que ceux habituellement utilisés par les aéronautes civils. Ils nécessitent également un entretien particulier pour être utilisés en condition de combat : les ballons à cette époque sont gonflés aux stations municipales d'approvisionnement en gaz, puis doivent ensuite être remorqués par des équipes au sol jusqu'au lieu de la bataille. Lowe se rend rapidement compte du besoin de générateurs d'hydrogène mobiles qui permettraient de remplir les ballons sur leur lieu d'utilisation. Cependant, traiter avec des officiers d'intendance, généralement d'un rang inférieur à celui de major, retarde l'obtention des fonds nécessaires à l'achat de l'équipement.
Lowe est appelé à une nouvelle mission de démonstration, qui va changer le mode d'engagement de l'artillerie de campagne, la rendant beaucoup plus efficace. Le 24 septembre 1861, il est envoyé à Fort Corcoran, au sud de Washington, pour prendre l'air et observer les campements confédérés de Falls Church, en Virginie, situés plus au sud. Une batterie d'artillerie de l'Union se trouve à Camp Advance, sans aucune visibilité sur sa future cible. Lowe doit envoyer des signaux par drapeau à la batterie qui va ouvrir le feu sur Falls Church. Chaque signal indique les ajustements à faire : vers la droite, vers la gauche, plus long ou plus court. Au même moment, des rapports sont télégraphiés aux quartier général du fort. Après quelques corrections seulement, la batterie atteint directement sa cible. Cet épisode est précurseur de l'utilisation d'observateurs avancés pour l'artillerie.

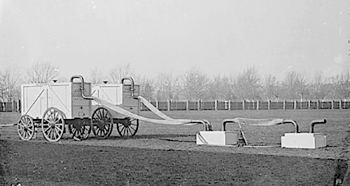
Deux générateurs de gaz mobiles.

Le jour suivant, Lowe reçoit l'ordre de construire quatre ballons et des générateurs d'hydrogène mobiles. Il se met au travail dans son atelier de Philadelphie. On lui fournit les fonds nécessaires à la commande de la soie d'Inde et des cordages en coton qu'il avait suggérés pour la construction des ballons. Avec tout ça, il faut ajouter la recette de fabrication secrète d'un vernis, qui doit rendre l'enveloppe des ballons étanche. Les générateurs sont construits au Washington Navy Yard par des menuisiers qui créent un engin constitué de tuyauteries en cuivre et de cuves qui, lorsque remplies d'acide sulfurique et de limaille de fer, produisent de l'hydrogène par réaction chimique. Lowe lui-même a conçu ces générateurs, qui sont considérés comme une merveille d'ingénierie. Ils étaient conçus pour pouvoir être chargés dans des caisses pouvant s'adapter facilement à des chariots standard. La construction des générateurs prend cependant plus de temps que celle des ballons.

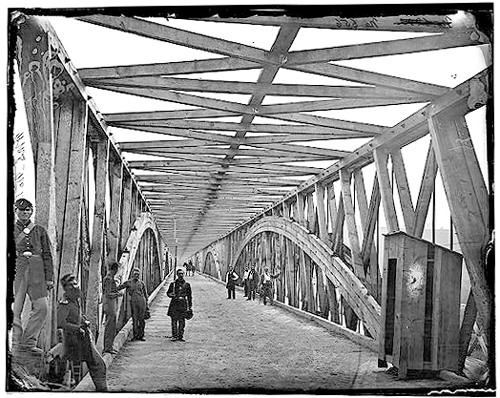
Le Chain Bridge sur le Potomac.

Le 1er octobre 1861, l’Union, le premier ballon, est prêt à entrer en action. Bien que son générateur de gaz mobile ne soit pas terminé, il est immédiatement requis pour une mission. Il est gonflé à Washington et remorqué de nuit à Lewinsville via le Chain Bridge. Le pont, entièrement couvert, impose aux remorqueurs de ramper sur les poutres supérieures du pont, pour pouvoir traverser le Potomac et se rendre dans le Comté de Fairfax. Le ballon et l'équipe arrivent pendant la journée, épuisés après neuf heures d'une rude épreuve, lorsque, soudain, un gros coup de vent emporte le ballon. Il est récupéré plus tard, mais pas avant que Lowe, humilié par l'incident, se lance dans une tirade pour réclamer des délais d'approvisionnement d'équipement convenables.
Lowe construit en tout sept ballons, dont six seront mis en service. Deux générateurs de gaz accompagnent chaque ballon. Les plus petits, l’Eagle, le Constitution et le Washington, sont utilisés par temps venteux, ou pour des ascensions rapides et à basse altitude d'un seul homme. Leur petite taille permet en effet de les remplir plus rapidement. A contrario, les plus grands ballons — l’Union, l’Intrepid (le ballon favori de Lowe), l’Excelsior, et le United States — emportent des charges plus lourdes, comme l'équipement de télégraphie et un homme supplémentaire comme opérateur. Ils peuvent également s'élever plus haut.
Le United States et l’Excelsior sont entreposés à Washington. Ce dernier finira par être envoyé à Camp Lowe, près de Harpers Ferry, un point d'observation en altitude, comme ballon de secours de l'Intrepid durant l'hiver rigoureux, mais le United States ne sera jamais mis en service. LaMountain fait référence à ces deux ballons dans une diatribe contre Lowe qui prétend que ce dernier les a « mis de côté » afin de pouvoir les racheter comme neuf après la guerre.

## Formation duBalloon Corps
Initialement, on offre à Lowe 30 dollars pour chaque jour d'utilisation de son ballon. Lowe ne demande que 10 dollars or par jour (solde de colonel) à condition d'être autorisé à construire d'autres ballons. Il reçoit la permission de recruter autant d'hommes que nécessaires pour un salaire de 3 dollars par jour. Lowe embauche ainsi son propre père, Clovis Lowe, aéronaute accompli, le capitaine Dickinson, un marin volontaire rencontré à l'époque où il essayait de traverser l'Atlantique, les frères Allen, qui avaient perdu leur ballon alors qu'ils étaient en concurrence pour le poste de chef de l'unité, Eben Seaver et J.B. Starkweather, deux hommes recommandés par les Allen, William Paullin, vieil ami de Philadelphie, John Steiner, aéronaute allemand, et enfin Ebenezer Mason, le surveillant de chantier de Lowe, qui avait besoin d'action.
Lowe assigne à chaque ballon son cantonnement — Fort Monroe, Washington, Camp Lowe près de Harpers Ferry — mais se réserve pour lui-même le front. Il est au service du général McClellan dès Yorktown et jusqu'à la retraite des Confédérés vers Richmond. On fait appel aux ballons pour des champs de bataille de plus en plus éloignés : Eben Seaver est envoyé avec l’Eagle sur le Mississippi. J.B. Starkweather est quant à lui dirigé vers Port Royal, en Virginie, sur le Washington avant le début de la campagne de la Péninsule.

## Premier porte-aéronef
Le General Washington Parke Custis, un chaland à charbon reconverti, dont le pont a été dégagé de tous les éléments dans lesquels pourraient s'empêtrer les cordes et les filets des ballons, est utilisé comme moyen de transport fluvial du Corps. Lowe, qui a chargé à son bord deux générateurs de gaz et un ballon, rapporte plus tard :

« J'ai le plaisir de vous informer du succès total de la première expédition, jamais tentée, d'un ballon par voie fluviale. J'ai quitté le Navy Yard très tôt dimanche matin … avec à bord des assistants aéronautes qualifiés, ainsi que mon nouvel appareil générateur de gaz, qui, bien que ce soit sa première utilisation, fonctionna admirablement. »

## Campagne Péninsulaire

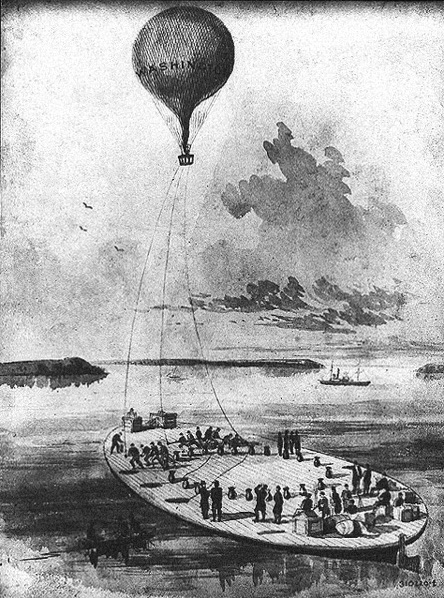
Le ballon Washington remorqué par le Cœur de Lion.

Le front se déplace à Richmond lors de la campagne de la Péninsule. La végétation importante gênant l'usage des ballons, Lowe et le Balloon Corps utilisent la voie des eaux pour de se frayer un chemin vers l'intérieur des terres. Trois ballons sont employés : le Constitution, le Washington, et l’Intrepid.
Vers le milieu du mois de mai 1862, Lowe arrive à la White House sur le fleuve Pamunkey, dont le propriétaire n'est autre que le fils du général Lee. À l'arrivée de Lowe, les occupants de la maison — la famille de Lee — prennent la fuite. Quelques jours plus tard, Lowe rencontre l'armée de George McClellan, et, au 18 mai, deux camps de ballons sont installés : le premier à Gaines' Farm, au nord de Richmond, et le second à Mechanicsville. Ces endroits offraient ainsi un bon point de vue sur la bataille de Seven Pines à Lowe, accompagné de son assistant James Allen et de son père Clovis.

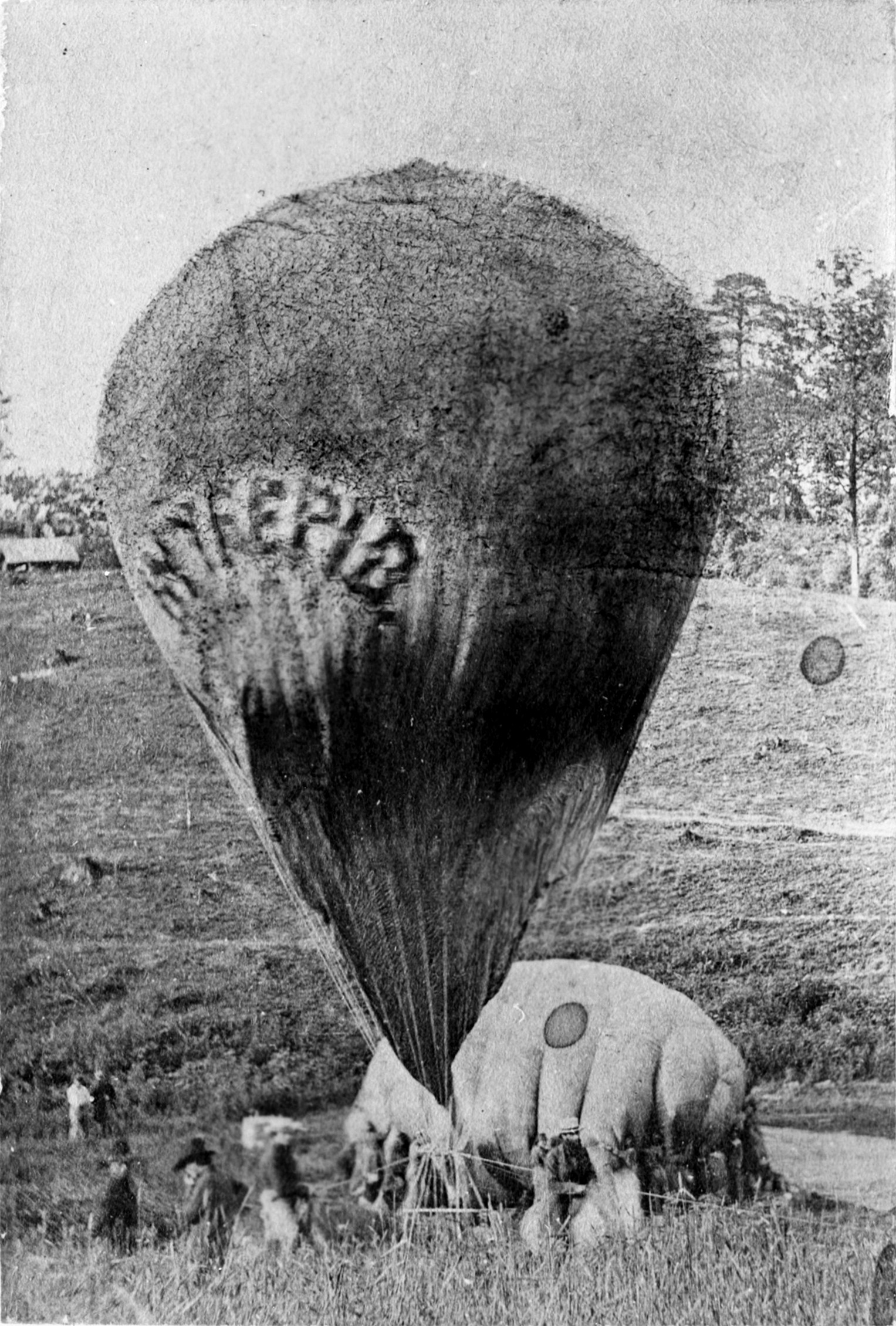
l’Intrepid gonflé à partir du Constitution.

Un petit contingent du corps de Samuel P. Heintzelman traverse le fleuve vers Richmond et est lentement encerclé par des soldats de la Confédération. McClellan pense pour sa part qu'il s'agit d'une feinte. Mais, depuis son poste d'observation avantageux, Lowe peut voir que les confédérés convergent effectivement vers la position de Heintzelman, coupé du gros des troupes parce que le fleuve en crue avait endommagé tous les ponts. Lowe envoie alors un message d'urgence sur la situation fâcheuse de Heintzelman, en recommandant des renforts ainsi que la réparation immédiate du New Bridge.
Au même moment, il ordonne le gonflement de l’Intrepid, un ballon plus grand qui pourrait l'amener plus haut, avec du matériel de télégraphie, pour pouvoir surveiller la bataille imminente. Lowe quitte alors Mechanicsville pour Gaines' Mill, où l’Intrepid est basé. À son arrivée, le gonflement du ballon devait durer une heure supplémentaire. Lowe décide alors d'utiliser le Constitution pour gonfler l’Intrepid : au moyen d'une bouilloire dont il a coupé le fond, il joint l'extrémité des valves des deux ballons. L’Intrepid est entièrement gonflé en seulement 15 minutes.
De cette nouvelle position avantageuse, Lowe peut signaler tous les mouvements des confédérés. Sur ses conseils, McClellan répare le pont et envoie des renforts à Heintzelman. Un compte rendu de la bataille est dressé par le Comte de Joinville, qui, à la fin de la journée, dit à Lowe : « Vous, monsieur, avez sauvé la journée ! »,

## Les ballons de l'armée de la Confédération
En raison de l'efficacité de l’Union Army Balloon Corps, les Confédérés se doivent également de créer une telle unité. Comme Richmond n'est alors pas équipée du gaz de ville, leurs premiers ballons sont en fait des montgolfières de type rigide : une toile de coton tendu sur une armature en bois remplie d'air chaud généré par un feu alimenté par des pommes de pin imbibées d'huile. L'une d'entre elles est pilotée par le capitaine John R. Bryan à Yorktown. Les assistants de Bryan ne sont guère expérimentés si bien que l'engin se met à tourner sur lui-même, rendant l'observation impossible. Lors d'une autre tentative, l'un des assistants se retrouve empêtré dans le câble que l'on doit couper, alors que le capitaine se retrouve en vol libre au-dessus de ses propres troupes qui surprises sont à deux doigts de l'abattre.

## Vicissitudes au sein duBalloon Corps
Lors de la bataille de Sept Jours à la fin du mois de juin, l'armée de McClellan est forcée de se retirer des faubourgs de Richmond. Lowe est évacué vers Washington. Il a, dans cette région marécageuse, contracté le paludisme et est contraint d'abandonner le service pour un peu plus d'un mois. Quand il reprend ses fonctions, il constate que l'ensemble de ses chariots, mules et équipement de service ont été remis à l'Army Quartermaster. Il se retrouve donc sans affectation. Lowe reçoit finalement l'ordre de rejoindre l'armée pour la bataille d'Antietam, mais il ne parvient pas sur le champ de bataille avant que les confédérés ne commencent leur retraite de Virginie. Lowe doit lui-même se présenter au général commandant l'Armée du Potomac, Ambrose Burnside, qui rappelle Lowe au service actif lors de la bataille de Fredericksburg.
Malgré ses succès, le Balloon Corps n'est que modérément apprécié de la communauté militaire. Ils sont en général considérés comme des bateleurs de foire, une attraction de carnaval. Certains n'ont que peu de considération pour leurs opérations risquées. Les seuls à prendre en compte la valeur de leur prestation sont les officiers généraux dont la carrière et la réputation sont en jeu. En outre, aucun des membres du corps n'ayant reçu de commission militaire, ils se trouvent, en cas de capture, face au danger d'être traités comme espions et condamnés à mort sommairement.
Le Balloon Corps est finalement attribué à l'Army Corps of Engineers et placé sous la compétence administrative du capitaine C.B. Comstock, qui n'apprécie pas qu'un civil (Lowe) soit mieux payé que lui. Il réduit d'ailleurs les émoluments de Lowe de 10 dollars or à 6 dollars monétaires (soit 3 dollars or) par jour. Lowe envoie une lettre de protestation et menace de démissionner de son poste. Nul ne vient à son secours et Comstock reste inflexible. Le 8 avril 1863, Lowe quitte le service de l'armée et revient au secteur privé,,. La direction du Balloon Corps revient donc aux frères Allen, mais ils n'ont pas les compétences de Lowe. Dès le 1er août 1863, le Corps n'est plus remis en service actif.

## Après la guerre de Sécession

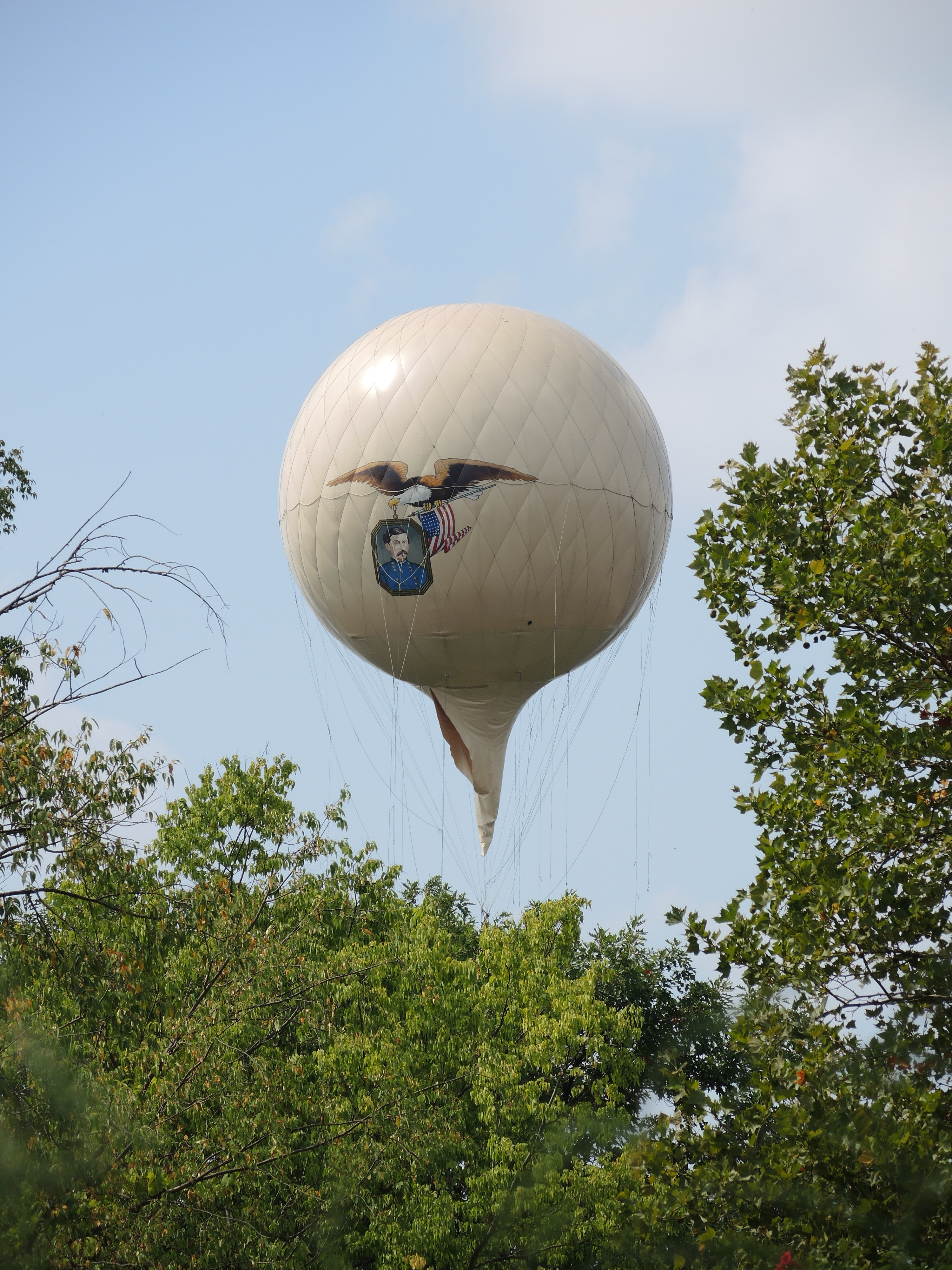
Une réplique du ballon d'observation de l'Union Army Balloon Corps au Genesee Country Village & Museum

Les comptes rendus des travaux de Lowe sur la reconnaissance aérienne et l'aéronautique trouvent un certain écho à l'étranger. En 1864, on propose à Lowe un poste de major-général dans l'armée brésilienne, alors en conflit avec le Paraguay lors de la guerre de la Triple-Alliance, mais il décline l'offre. Peu de temps après, le comte allemand Ferdinand von Zeppelin rend visite à Lowe pour étudier ses méthodes. Von Zeppelin finit par construire un ballon dirigeable, appelé le Zeppelin, ce qui est une révolution pour l'aviation de l'époque.
Avec l'apparition du dirigeable, l'usage du ciel à des fins militaires devient réellement important pour l'armée. Le Signal Corps de l'armée des États-Unis en utilise un nombre limité durant la guerre hispano-américaine en 1898.
Au XIXe siècle, l'idée de lâcher sur l'ennemi des projectiles depuis le ciel n'est pas envisagée sérieusement, bien qu'un certain Charles Perley ait déposé un brevet le 24 février 1863 pour un engin de largage de bombes pouvant être suspendu à un ballon. Le ballon à bombe est supposé être sans équipage, mais il n'existe aucun moyen efficace d'assurer que la bombe peut être lâchée et guidée vers l'ennemi (il faut par exemple que le vent souffle dans sa direction). L'idée n'est donc pas utilisée.